# 메키 파이퍼
메카이 파이퍼(Mekhi Phifer, 1974년 12월 29일 ~ )는 미국의 배우이다.

## 출연 작품
- 옵세션 (2019)
- 프리퀀시 (2016)
- 다이버전트 시리즈: 얼리전트 (2016)
- 판더믹 (2015)
- 인서전트 (2015)
- 어 데이 레이트 앤드 어 달러 쇼트 (2014)
- 다이버전트 (2014)
- 러브 섹션 (2013)
- 언유주얼 서스펙트 (2013)
- 토치우드 : 미라클 데이 (2011)
- 플라이페이퍼 (2011)
- 데이 인 더 라이프 (2009)
- 디스 크리스마스 (2007, This Christmas)
- 퍼프, 퍼프, 패스 (2006)
- 슬로우 번 (2005)
- 새벽의 저주 (2004)
- 허니 (2003)
- 페이드 인 풀 (2002)
- 8 마일 (2002)
- 오 (2001)
- 임포스터 (2001)
- 샤프트 (2000)
- 레슨 비포 다잉 (1999)
- 헬스 키친 (1998)
- 나는 아직도 네가 지난 여름에 한 일을 알고 있다 (1998)
- 하브 플렌티 (1997)
- 지하철 이야기 (1997)
- 쏘울 푸드 (1997)
- 굿모닝 스쿨 (1996)
- 터스키기 에어맨 (1995)
- 클라커즈 (1995)

### 텔레비전
- ER (1994)
- 라이 투 미 1 (2009)
- 지미 키멜 라이브! (2003)
- 카슨 데일리 쇼 (2002)